# لاندن گرامر
لاندن گرامر (انگلیسی: London Grammar) گروه موسیقی سه‌نفره بریتانیایی است که سال ۲۰۱۲ در لندن شکل گرفت. اعضای گروه، هانا رید (خواننده)، دن راث‌من (گیتار) و دومینیک دات مِیجر (کیبورد، جمبِی و درامز) هستند. سبک گروه آمیزه‌ای محزون از موسیقی امبینت، دریم‌پاپ و آواهای کلاسیک است. آلبوم آغازینشان، «گر صبر کنی» (If You Wait) با فروش ۳۰۰٬۰۰۰ نسخه در بریتانیا و ۷۰٬۰۰۰ نسخه در استرالیا گواهینامه پلاتین دریافت کرد.